# Цукато
Цукато — графский род.

## История
Ведёт начало от генерал-майора Георгия Гавриловича Цукато, потомка древнего венецианского рода, оставившего службу при вюртембергском дворе и вступившего в русскую службу в 1788 г. Он участвовал во второй турецкой войне, отличился при штурме Праги, во время итальянского похода Суворова был в сражениях при Требии и Нови: в 1809—1810 годах, командуя отдельным корпусом в Малой Валахии, сформировал из сербских казаков регулярную кавалерию. Умер в 1810 г. — Сын его, Николай Егорович Цукато (1794—1867), генерал от кавалерии, участвовал в войнах 1807—1814 годов и с кавказскими горцами.
Графское достоинство Высочайше утверждено за Цукато в 1873 году. Род записан в V часть родословной книги Могилёвской губернии.

## Описание герба
В червлёном поле золотой коронованный лев вправо с чёрными глазами и языком, держащий раскрытую серебряную книгу. В серебряной главе щита три в ряд зелёные тыквы со стеблями и листьями.
Над щитом графская корона, над ней графский коронованный шлем. Нашлемник: возникающий золотой коронованный лев вправо с чёрными глазами и языком, держащий раскрытую серебряную книгу. Намёт: справа — червлёный с золотом, слева — зелёный с серебром. Девиз: «FORTITER CIRCUMSPECTUM» золотыми буквами на червлёной ленте.
Герб рода графов Цукато внесён в Часть 13 Общего гербовника дворянских родов Всероссийской империи, стр. 8.

## Известные представители
- Цукато, Егор Гаврилович (Георгий, ?—1810) — граф, русский генерал, герой русско-турецкой войны 1806—1812 гг.
  - Цукато, Николай Егорович (Георгиевич, 1794—1867) — граф, участник Кавказских походов, наказной атаман Оренбургского казачьего войска.